# Notacja wielowskaźnikowa
Notacja wielowskaźnikowa – notacja matematyczna upraszczająca wzory analizy wielu zmiennych, równań różniczkowych cząstkowych oraz teorii dystrybucji przez uogólnienie pojęcia wskaźnika (indeksu) całkowitego do wektora wskaźników.

## Notacja wielowskaźnikowa
Wielowskaźnik {\displaystyle n}-wymiarowy to wektor
{\displaystyle \alpha =(\alpha _{1},\alpha _{2},\dots ,\alpha _{n})}
nieujemnych liczb całkowitych. Dla wielowskaźników {\displaystyle \alpha ,\beta \in \mathbb {N} _{0}^{n}} oraz {\displaystyle x=(x_{1},x_{2},\dots ,x_{n})\in \mathbb {R} ^{n}} określa się:
- sumę i różnicę (po współrzędnych),
{\displaystyle \alpha \pm \beta =(\alpha _{1}\pm \beta _{1},\,\alpha _{2}\pm \beta _{2},\dots ,\,\alpha _{n}\pm \beta _{n});}
- porządek częściowy,
{\displaystyle \alpha \leqslant \beta \iff \alpha _{i}\leqslant \beta _{i}\qquad \forall _{i\in \{1,\dots ,n\}};}
- sumę współrzędnych (wartość bezwzględną),
{\displaystyle |\alpha |=\alpha _{1}+\alpha _{2}+\ldots +\alpha _{n};}
- silnię,
{\displaystyle \alpha !=\alpha _{1}!\cdot \alpha _{2}!\ldots \alpha _{n}!;}
- symbol Newtona,
{\displaystyle {\alpha  \choose \beta }={\alpha _{1} \choose \beta _{1}}{\alpha _{2} \choose \beta _{2}}\ldots {\alpha _{n} \choose \beta _{n}};}
- potęgę,
{\displaystyle x^{\alpha }=x_{1}^{\alpha _{1}}x_{2}^{\alpha _{2}}\ldots x_{n}^{\alpha _{n}};}
- pochodną cząstkową wyższych rzędów,
{\displaystyle \partial ^{\alpha }=\partial _{1}^{\alpha _{1}}\partial _{2}^{\alpha _{2}}\ldots \partial _{n}^{\alpha _{n}},} gdzie {\displaystyle \partial _{i}^{\alpha _{i}}:={\tfrac {\partial ^{\alpha _{i}}}{\partial x_{i}^{\alpha _{i}}}}.}

## Niektóre zastosowania
Notacja wielowskaźnikowa umożliwia rozszerzenie wielu wzorów analizy elementarnej do odpowiadających im przypadków w analizie wielu zmiennych. Oto niektóre przykłady:

### Twierdzenie o wielomianie
{\displaystyle \left(\sum _{i=1}^{n}~x_{i}\right)^{k}=\sum _{|\alpha |=k}~{\frac {k!}{\alpha !}}\,x^{\alpha }}

### Wzór Leibniza
Dla funkcji gładkich {\displaystyle f} i {\displaystyle g}
{\displaystyle \partial ^{\alpha }(fg)=\sum _{\nu \leqslant \alpha }{\alpha  \choose \nu }\partial ^{\nu }f\,\partial ^{\alpha -\nu }g.}

### Szereg Taylora
Dla funkcji analitycznej {\displaystyle f} o {\displaystyle n} zmiennych jest
{\displaystyle f(x+h)=\sum _{\alpha \in \mathbb {N} _{0}^{n}}{{\frac {\partial ^{\alpha }f(x)}{\alpha !}}h^{\alpha }}.}
Rzeczywiście, dla wystarczająco gładkiej funkcji istnieje podobne rozwinięcie Taylora
{\displaystyle f(x+h)=\sum _{|\alpha |\leqslant n}~{{\frac {\partial ^{\alpha }f(x)}{\alpha !}}h^{\alpha }}+R_{n}(x,h),}
gdzie ostatni wyraz (reszta) zależy od konkretnej wersji wzoru Taylora. Na przykład dla wzoru Cauchy’ego (z resztą całkową) otrzymuje się
{\displaystyle R_{n}(x,h)=(n+1)\sum _{|\alpha |=n+1}~{\frac {h^{\alpha }}{\alpha !}}\int \limits _{0}^{1}~{(1-t)^{n}\partial ^{\alpha }f(x+th)\,dt}.}

### Operator różniczki cząstkowejogólnej postaci
Operator różniczki cząstkowej {\displaystyle n}-tego rzędu {\displaystyle n} zmiennych zapisuje się formalnie jako
{\displaystyle P(\partial )=\sum _{|\alpha |\leqslant N}~{a_{\alpha }(x)\partial ^{\alpha }}.}

### Całkowanie przez części
Dla funkcji gładkich o zwartym nośniku w ograniczonej dziedzinie {\displaystyle \Omega \subset \mathbb {R} ^{n}} jest
{\displaystyle \int \limits _{\Omega }~{u(\partial ^{\alpha }v)}\,dx=(-1)^{|\alpha |}\int \limits _{\Omega }~{(\partial ^{\alpha }u)v\,dx}.}
Wzór ten jest wykorzystywany przy definiowaniu dystrybucji i słabych pochodnych.

## Przykładowe twierdzenie
Jeżeli {\displaystyle \alpha ,\beta \in \mathbb {N} _{0}^{n}} są wielowskaźnikami, a {\displaystyle x=(x_{1},\dots ,x_{n}),} to
{\displaystyle \partial ^{\alpha }x^{\beta }={\begin{cases}{\frac {\beta !}{(\beta -\alpha )!}}x^{\beta -\alpha },&{\hbox{gdy}}\,\,\alpha \leqslant \beta ,\\0&{\hbox{w p.p.}}\end{cases}}}

### Dowód
Dowód wynika z reguły potęgi dla zwykłej pochodnej; jeżeli {\displaystyle \alpha ,\beta \in \{0,1,2,\dots \},} wtedy
{\displaystyle {\frac {d^{\alpha }}{dx^{\alpha }}}x^{\beta }={\begin{cases}{\frac {\beta !}{(\beta -\alpha )!}}x^{\beta -\alpha },&{\hbox{gdy}}\,\,\alpha \leqslant \beta ,\\0&{\hbox{w p.p.}}\end{cases}}\qquad (1)}
Załóżmy, że {\displaystyle \alpha =(\alpha _{1},\dots ,\alpha _{n}),} {\displaystyle \beta =(\beta _{1},\dots ,\beta _{n}),} {\displaystyle x=(x_{1},\dots ,x_{n}).} Wtedy
{\displaystyle {\begin{aligned}\partial ^{\alpha }x^{\beta }&={\frac {\partial ^{|\alpha |}}{\partial x_{1}^{\alpha _{1}}\ldots \partial x_{n}^{\alpha _{n}}}}x_{1}^{\beta _{1}}\ldots x_{n}^{\beta _{n}}\\[1ex]&={\frac {\partial ^{\alpha _{1}}}{\partial x_{1}^{\alpha _{1}}}}x_{1}^{\beta _{1}}\ldots {\frac {\partial ^{\alpha _{n}}}{\partial x_{n}^{\alpha _{n}}}}x_{n}^{\beta _{n}}.\end{aligned}}}
Dla każdego {\displaystyle i\in \{1,\dots ,n\},} funkcja {\displaystyle x_{i}^{\beta _{i}}} zależy wyłącznie od {\displaystyle x_{i}.} Dlatego w powyższym wzorze każde różniczkowanie cząstkowe {\displaystyle {\tfrac {\partial }{\partial x_{i}}}} redukuje się do odpowiedniego różniczkowania zwykłego {\displaystyle {\tfrac {d}{dx_{i}}}.} Stąd z równania (1) wynika, że {\displaystyle \partial ^{\alpha }x^{\beta }} znika, jeśli {\displaystyle \alpha _{i}>\beta _{i}} dla przynajmniej jednego {\displaystyle i\in \{1,\dots ,n\}.} W przeciwnym wypadku, tzn. gdy {\displaystyle \alpha \leqslant \beta } jako wielowskaźniki, wtedy
{\displaystyle {\frac {d^{\alpha _{i}}}{dx_{i}^{\alpha _{i}}}}x_{i}^{\beta _{i}}={\frac {\beta _{i}!}{(\beta _{i}-\alpha _{i})!}}x_{i}^{\beta _{i}-\alpha _{i}}}
dla każdego {\displaystyle i,} skąd wynika twierdzenie.